# Pavel Smutný
Pavel Smutný (* 9. Februar 1975 in Brno, Tschechoslowakei) ist ein tschechischer Komponist.

## Leben
Er studierte an der Masaryk-Universität in Brno und schloss mit der Diplomarbeit Black Jazz and the Silver Screen 2008 ab. 1998–99 komponierte er die Missa Heroica zur Seligsprechung von Franz Jägerstätter (Missa Heroica für Solisten, gemischten Chor, 2 Trompeten, 2 Posaunen, Kesselpauke und Orgel). Die Uraufführung fand am 26. Oktober 2001 in der Stadtpfarrkirche Braunau statt. Die  Kammeroper „Mysterium Fidei - Franz Jägerstätter“  erfuhr die Erstaufführung im März 2004 im Tschechischen Nationaltheater in Prag.